# Parydra joaquinensis
Parydra joaquinensis är en tvåvingeart som beskrevs av Clausen och Cook 1971. Parydra joaquinensis ingår i släktet Parydra och familjen vattenflugor.
Artens utbredningsområde är Kalifornien. Inga underarter finns listade i Catalogue of Life.